# Riley Thompson
Pour les articles homonymes, voir Thompson.
Riley A. Thompson Jr. ou Riley Thomson (12 octobre 1912, Alhambra, Californie - 26 janvier 1960) est un dessinateur américain ayant travaillé pour les studio Disney comme animateur et dessinateur de comics mais aussi pour Warner Bros. et Walter Lantz.

## Biographie

### Carrière
Il a commencé sa carrière chez Warner Bros. Pictures en 1935 sur les Merrie Melodies, puis dès 1938 alla chez Disney. Son travail se partagea entre la bande dessinée et l'animation. Il fut le principal assistant de Fred Moore un des grands animateurs de Walt Disney Pictures.

### Animation
Filmographie comme Dessinateur :
- 1935 : The Merry Old Soul
- 1936 : Alpine Antics
- 1936 : I'm a Big Shot Now
- 1937 : Blanche-Neige et les Sept Nains (Snow White and the Seven Dwarfs) de David Hand (non crédité)
- 1939 : Ugly Ducking (non crédité)
- 1940 : l'Apprenti sorcier de Fantasia

Filmographie comme Réalisateur :
- 1939 : Standard Parade (The Standard Parade)
- 1940 : Donald a des ennuis (Put-Put Troubles), de la série Donald Duck
- 1940 : Donald bénévole (The Volunteer Worker), de la série Donald Duck
- 1941 : Le Tourbillon (The Little Whirlwind), de la série Mickey Mouse
- 1941 : The Nity Nineties, sorti le 20 juin
- 1941 : The Orphan's Benefit, histoire de Mickey (remake de celui de 1934), sorti le 22 août
- 1942 : Mickey's Birthday Party, histoire de Mickey, sorti le 7 février
- 1942 : Symphony Hour, animation de Les Clark, histoire de Mickey, sorti le 20 mars

### Bande dessinée
- Début des années 1950 : dessinateur de près de 30 aventures de Donald Duck, pour le Walt Disney Comics & Stories
- 1951 : Première version Disney d'Alice au Pays des Merveilles
- Milieu des années 1950 : Brer Rabbit
- Fin des années 1950 : des Comics trips de Mickey
- À partir de 1957 : Woody Woodpecker